# Stagioni dei Green Bay Packers
Questa è la lista delle stagioni sportive dei Green Bay Packers nella National Football League che documenta i risultati stagione per stagione dal 1919 ad oggi, compresi i risultati nei play-off.

## Risultati stagione per stagione
| Cronistoria dei Green Bay Packers | Cronistoria dei Green Bay Packers | Cronistoria dei Green Bay Packers | Cronistoria dei Green Bay Packers | Cronistoria dei Green Bay Packers | Cronistoria dei Green Bay Packers | Cronistoria dei Green Bay Packers | Cronistoria dei Green Bay Packers | Cronistoria dei Green Bay Packers | Cronistoria dei Green Bay Packers | Cronistoria dei Green Bay Packers                                                                                    |                              |
| Stagione di lega                  | Stagione di squadra               | Lega                              | Conference                        | Division                          | Stagione regolare                 | Stagione regolare                 | Stagione regolare                 | Stagione regolare                 | Play-off | Premi individuali |                              |
| Stagione di lega                  | Stagione di squadra               | Lega                              | Conference                        | Division                          | Pos.                              | V                                 | S                                 | P                                 | Play-off | Premi individuali |                              |
| --------------------------------- | --------------------------------- | --------------------------------- | --------------------------------- | --------------------------------- | --------------------------------- | --------------------------------- | --------------------------------- | --------------------------------- | --- | --- | ---------------------------- |
| 1919                              | 1919                              |                                   |                                   |                                   |                                   | 10                                | 1                                 | 0                                 | non disputati | |                              |
| 1920                              | 1920                              |                                   |                                   |                                   |                                   | 9                                 | 1                                 | 1                                 | non disputati | |                              |
| 1921                              | 1921                              | APFA                              |                                   |                                   | 6                                 | 3                                 | 2                                 | 1                                 | non disputati | Inseriti nella APFA i Green Bay Packers iniziarono a competere in una lega professionistica a partire da quest'anno. |                              |
| 1922                              | 1922                              | NFL                               |                                   |                                   | 7                                 | 4                                 | 3                                 | 3                                 | non disputati | Inseriti nella NFL.                                                                                                  |                              |
| 1923                              | 1923                              | NFL                               |                                   |                                   | 3                                 | 7                                 | 2                                 | 1                                 | non disputati | |                              |
| 1924                              | 1924                              | NFL                               |                                   |                                   | 6                                 | 7                                 | 4                                 | 0                                 | non disputati | |                              |
| 1925                              | 1925                              | NFL                               |                                   |                                   | 9                                 | 8                                 | 5                                 | 0                                 | non disputati | |                              |
| 1926                              | 1926                              | NFL                               |                                   |                                   | 5                                 | 7                                 | 3                                 | 3                                 | non disputati | |                              |
| 1927                              | 1927                              | NFL                               |                                   |                                   | 3                                 | 7                                 | 2                                 | 1                                 | non disputati | |                              |
| 1928                              | 1928                              | NFL                               |                                   |                                   | 4                                 | 6                                 | 4                                 | 3                                 | non disputati | |                              |
| 1929                              | 1929                              | NFL                               |                                   |                                   | 1                                 | 12                                | 0                                 | 1                                 | non disputati | |                              |
| 1930                              | 1930                              | NFL                               |                                   |                                   | 1                                 | 10                                | 3                                 | 1                                 | non disputati | |                              |
| 1931                              | 1931                              | NFL                               |                                   |                                   | 1                                 | 12                                | 2                                 | 0                                 | non disputati | |                              |
| 1932                              | 1932                              | NFL                               |                                   |                                   | 2                                 | 10                                | 3                                 | 1                                 | non disputati | |                              |
| 1933                              | 1933                              | NFL                               | NFL                               | Western                           | 3                                 | 5                                 | 7                                 | 1                                 | non disputati | Inseriti nella NFL Western.                                                                                          |                              |
| 1934                              | 1934                              | NFL                               | NFL                               | Western                           | 3                                 | 7                                 | 6                                 | 0                                 | non disputati | |                              |
| 1935                              | 1935                              | NFL                               | NFL                               | Western                           | 2                                 | 8                                 | 4                                 | 0                                 | non disputati | |                              |
| 1936                              | 1936                              | NFL                               | NFL                               | Western                           | 1                                 | 10                                | 1                                 | 1                                 | V NFL Championship contro i Washington Redskins (21-6) | |                              |
| 1937                              | 1937                              | NFL                               | NFL                               | Western                           | 2                                 | 7                                 | 4                                 | 0                                 | non disputati | |                              |
| 1938                              | 1938                              | NFL                               | NFL                               | Western                           | 1                                 | 8                                 | 3                                 | 0                                 | S NFL Championship contro i New York Giants (23-17) | |                              |
| 1939                              | 1939                              | NFL                               | NFL                               | Western                           | 1                                 | 9                                 | 2                                 | 0                                 | V NFL Championship contro i New York Giants (27-0) | |                              |
| 1940                              | 1940                              | NFL                               | NFL                               | Western                           | 2                                 | 6                                 | 4                                 | 1                                 | non disputati | |                              |
| 1941                              | 1941                              | NFL                               | NFL                               | Western                           | T-1                               | 10                                | 1                                 | 0                                 | S Divisional play-off contro i Chicago Bears (33-14) | Don Hutson premiato come MVP della NFL.                                                                              |                              |
| 1942                              | 1942                              | NFL                               | NFL                               | Western                           | 2                                 | 8                                 | 2                                 | 1                                 | non disputati | Don Hutson premiato come MVP della NFL.                                                                              |                              |
| 1943                              | 1943                              | NFL                               | NFL                               | Western                           | 2                                 | 7                                 | 2                                 | 1                                 | non disputati | |                              |
| 1944                              | 1944                              | NFL                               | NFL                               | Western                           | 1                                 | 8                                 | 2                                 | 0                                 | V NFL Championship contro i New York Giants (14-7) | |                              |
| 1945                              | 1945                              | NFL                               | NFL                               | Western                           | 3                                 | 6                                 | 4                                 | 0                                 | non disputati | |                              |
| 1946                              | 1946                              | NFL                               | NFL                               | Western                           | 3                                 | 6                                 | 5                                 | 0                                 | non disputati | |                              |
| 1947                              | 1947                              | NFL                               | NFL                               | Western                           | 3                                 | 6                                 | 5                                 | 1                                 | non disputati | |                              |
| 1948                              | 1948                              | NFL                               | NFL                               | Western                           | 4                                 | 3                                 | 9                                 | 0                                 | non disputati | |                              |
| 1949                              | 1949                              | NFL                               | NFL                               | Western                           | 5                                 | 2                                 | 10                                | 0                                 | non disputati | |                              |
| 1950                              | 1950                              | NFL                               | National                          |                                   | 5                                 | 3                                 | 9                                 | 0                                 | non disputati | Inseriti nella NFL National.                                                                                         |                              |
| 1951                              | 1951                              | NFL                               | National                          |                                   | 5                                 | 3                                 | 9                                 | 0                                 | non disputati | |                              |
| 1952                              | 1952                              | NFL                               | National                          |                                   | 4                                 | 6                                 | 6                                 | 0                                 | non disputati | |                              |
| 1953                              | 1953                              | NFL                               | Western                           |                                   | 6                                 | 2                                 | 9                                 | 1                                 | non disputati | Inseriti nella NFL Western.                                                                                          |                              |
| 1954                              | 1954                              | NFL                               | Western                           |                                   | 5                                 | 4                                 | 8                                 | 0                                 | non disputati | |                              |
| 1955                              | 1955                              | NFL                               | Western                           |                                   | 3                                 | 6                                 | 6                                 | 0                                 | non disputati | |                              |
| 1956                              | 1956                              | NFL                               | Western                           |                                   | 5                                 | 4                                 | 8                                 | 0                                 | non disputati | |                              |
| 1957                              | 1957                              | NFL                               | Western                           |                                   | 6                                 | 3                                 | 9                                 | 0                                 | non disputati | |                              |
| 1958                              | 1958                              | NFL                               | Western                           |                                   | 6                                 | 1                                 | 10                                | 1                                 | non disputati | |                              |
| 1959                              | 1959                              | NFL                               | Western                           |                                   | 3                                 | 7                                 | 5                                 | 0                                 | non disputati | |                              |
| 1960                              | 1960                              | NFL                               | Western                           |                                   | 1                                 | 8                                 | 4                                 | 0                                 | S NFL Championship contro i Philadelphia Eagles (17-13) | |                              |
| 1961                              | 1961                              | NFL                               | Western                           |                                   | 1                                 | 11                                | 3                                 | 0                                 | V NFL Championship contro i New York Giants (37-0) | Paul Hornung premiato come MVP della NFL.                                                                            |                              |
| 1962                              | 1962                              | NFL                               | Western                           |                                   | 1                                 | 13                                | 1                                 | 0                                 | V NFL Championship contro i New York Giants (16-7) | Jim Taylor premiato come MVP della NFL.                                                                              |                              |
| 1963                              | 1963                              | NFL                               | Western                           |                                   | 2                                 | 11                                | 2                                 | 1                                 | non disputati | |                              |
| 1964                              | 1964                              | NFL                               | Western                           |                                   | 2                                 | 8                                 | 5                                 | 1                                 | non disputati | |                              |
| 1965                              | 1965                              | NFL                               | Western                           |                                   | T-1                               | 10                                | 3                                 | 1                                 | V Conference play-off contro i Baltimore Colts (13-10) V NFL Championship contro i Cleveland Browns (23-12) | |                              |
| 1966                              | 1966                              | NFL                               | Western                           |                                   | 1                                 | 12                                | 2                                 | 0                                 | V NFL Championship contro i Dallas Cowboys (34-27) V Super Bowl I contro i Kansas City Chiefs (35-10) | Bart Starr premiato come MVP della NFL.                                                                              |                              |
| 1967                              | 1967                              | NFL                               | Western                           | Central                           | 1                                 | 9                                 | 4                                 | 1                                 | V Conference play-off contro i Los Angeles Rams (28-7) V NFL Championship contro i Dallas Cowboys (21-17) V Super Bowl II contro gli Oakland Raiders (33-14)                                                           | |                              |
| 1968                              | 1968                              | NFL                               | Western                           | Central                           | 3                                 | 6                                 | 7                                 | 1                                 | non disputati | |                              |
| 1969                              | 1969                              | NFL                               | Western                           | Central                           | 3                                 | 8                                 | 6                                 | 0                                 | non disputati | |                              |
| 1970                              | 1970                              | NFL                               | NFC                               | Central                           | 3                                 | 6                                 | 8                                 | 0                                 | non disputati | Inseriti nella NFC Central a seguito della fusione tra AFL e NFL.                                                    |                              |
| 1971                              | 1971                              | NFL                               | NFC                               | Central                           | 4                                 | 4                                 | 8                                 | 2                                 | non disputati | |                              |
| 1972                              | 1972                              | NFL                               | NFC                               | Central                           | 1                                 | 10                                | 4                                 | 0                                 | S Divisional play-off contro i Washington Redskins (16-3) | |                              |
| 1973                              | 1973                              | NFL                               | NFC                               | Central                           | 3                                 | 5                                 | 7                                 | 2                                 | non disputati | |                              |
| 1974                              | 1974                              | NFL                               | NFC                               | Central                           | 3                                 | 6                                 | 8                                 | 0                                 | non disputati | |                              |
| 1975                              | 1975                              | NFL                               | NFC                               | Central                           | 3                                 | 4                                 | 10                                | 0                                 | non disputati | |                              |
| 1976                              | 1976                              | NFL                               | NFC                               | Central                           | 4                                 | 5                                 | 9                                 | 0                                 | non disputati | |                              |
| 1977                              | 1977                              | NFL                               | NFC                               | Central                           | 4                                 | 4                                 | 10                                | 0                                 | non disputati | |                              |
| 1978                              | 1978                              | NFL                               | NFC                               | Central                           | 2                                 | 8                                 | 7                                 | 1                                 | non disputati | Da questa stagione le partite della stagione regolare diventano 16.                                                  |                              |
| 1979                              | 1920                              | NFL                               | NFC                               | Central                           | 4                                 | 5                                 | 11                                | 0                                 | non disputati | |                              |
| 1980                              | 1980                              | NFL                               | NFC                               | Central                           | 4                                 | 5                                 | 10                                | 1)                                | non disputati | |                              |
| 1981                              | 1981                              | NFL                               | NFC                               | Central                           | 2                                 | 8                                 | 8                                 | 0                                 | non disputati | |                              |
| 1982                              | 1982                              | NFL                               | NFC                               |                                   | 3                                 | 5                                 | 3                                 | 1                                 | V First Round contro i Phoenix Cardinals (41-16) S Second Round contro i Dallas Cowboys (37-26) | A causa di uno sciopero nella stagione si disputarono solo 9 partite e non vi furono classifiche di Division.        |                              |
| 1983                              | 1983                              | NFL                               | NFC                               | Central                           | 2                                 | 8                                 | 8                                 | 0                                 | non disputati | |                              |
| 1984                              | 1984                              | NFL                               | NFC                               | Central                           | 2                                 | 8                                 | 8                                 | 0                                 | non disputati | |                              |
| 1985                              | 1985                              | NFL                               | NFC                               | Central                           | 2                                 | 8                                 | 8                                 | 0                                 | non disputati | |                              |
| 1986                              | 1986                              | NFL                               | NFC                               | Central                           | 4                                 | 4                                 | 12                                | 0                                 | non disputati | |                              |
| 1987                              | 1987                              | NFL                               | NFC                               | Central                           | 3                                 | 5                                 | 9                                 | 1                                 | non disputati | In questa stagione a causa di uno sciopero hanno giocato una partita in meno.                                        |                              |
| 1988                              | 1988                              | NFL                               | NFC                               | Central                           | 5                                 | 4                                 | 12                                | 0                                 | non disputati | |                              |
| 1989                              | 1989                              | NFL                               | NFC                               | Central                           | 2                                 | 10                                | 6                                 | 0                                 | non disputati | |                              |
| 1990                              | 1990                              | NFL                               | NFC                               | Central                           | 4                                 | 6                                 | 10                                | 0                                 | non disputati | |                              |
| 1991                              | 1991                              | NFL                               | NFC                               | Central                           | 4                                 | 4                                 | 12                                | 0                                 | non disputati | |                              |
| 1992                              | 1992                              | NFL                               | NFC                               | Central                           | 2                                 | 9                                 | 7                                 | 0                                 | non disputati | |                              |
| 1993                              | 1993                              | NFL                               | NFC                               | Central                           | 2                                 | 9                                 | 7                                 | 0                                 | V Wild Card Game contro i Detroit Lions (28-24) S Divisional play-off contro i Dallas Cowboys (27-17) | |                              |
| 1994                              | 1994                              | NFL                               | NFC                               | Central                           | 2                                 | 9                                 | 7                                 | 0                                 | V Wild Card Game contro i Detroit Lions (16-12) S Divisional play-off contro i Dallas Cowboys (35-9) | |                              |
| 1995                              | 1995                              | NFL                               | NFC                               | Central                           | 1                                 | 11                                | 5                                 | 0                                 | V Wild Card Game contro gli Atlanta Falcons (37-20) V Divisional play-off contro i San Francisco 49ers (27-17) S NFC Championship contro i Dallas Cowboys (38-27)                                                      | Brett Favre premiato come MVP della NFL.                                                                             |                              |
| 1996                              | 1996                              | NFL                               | NFC                               | Central                           | 1                                 | 13                                | 3                                 | 0                                 | V Divisional play-off contro i San Francisco 49ers (35-14) V NFC Championship contro i Carolina Panthers (30-13) V Super Bowl XXXI contro i New England Patriots (35-21)                                               | Brett Favre premiato come MVP della NFL.                                                                             |                              |
| 1997                              | 1997                              | NFL                               | NFC                               | Central                           | 1                                 | 13                                | 3                                 | 0                                 | V Divisional play-off contro i Tampa Bay Buccaneers (21-7) V NFC Championship contro i San Francisco 49ers (23-10) S Super Bowl XXXII contro i Denver Broncos (31-24)                                                  | Brett Favre premiato come MVP della NFL.                                                                             |                              |
| 1998                              | 1998                              | NFL                               | NFC                               | Central                           | 2                                 | 11                                | 5                                 | 0                                 | S Wild Card Game contro i San Francisco 49ers (30-27) | |                              |
| 1999                              | 1999                              | NFL                               | NFC                               | Central                           | 4                                 | 8                                 | 8                                 | 0                                 | non disputati | |                              |
| 2000                              | 2000                              | NFL                               | NFC                               | Central                           | 3                                 | 9                                 | 7                                 | 0                                 | non disputati | |                              |
| 2001                              | 2001                              | NFL                               | NFC                               | Central                           | 2                                 | 12                                | 4                                 | 0                                 | V Wild Card Game contro i San Francisco 49ers (25-15) S Divisional Playoff contro i Saint Louis Rams (45-17) | |                              |
| 2002                              | 2002                              | NFL                               | NFC                               | North                             | 1                                 | 12                                | 4                                 | 0                                 | S Wild Card Game contro gli Atlanta Falcons (27-7) | Inseriti nella NFC North.                                                                                            |                              |
| 2003                              | 2003                              | NFL                               | NFC                               | North                             | 1                                 | 10                                | 6                                 | 0                                 | V Wild Card Game contro i Seattle Seahawks (33-27) S Divisional play-off contro i Philadelphia Eagles (20-17) | |                              |
| 2004                              | 2004                              | NFL                               | NFC                               | North                             | 1                                 | 10                                | 6                                 | 0                                 | S Wild Card Game contro i Minnesota Vikings (31-17) | |                              |
| 2005                              | 2005                              | NFL                               | NFC                               | North                             | 4                                 | 4                                 | 12                                | 0                                 | non disputati | |                              |
| 2006                              | 2006                              | NFL                               | NFC                               | North                             | 2                                 | 8                                 | 8                                 | 0                                 | non disputati | |                              |
| 2007                              | 2007                              | NFL                               | NFC                               | North                             | 1                                 | 13                                | 3                                 | 0                                 | V Divisional play-offcontro i Seattle Seahawks (42-20) S NFC Championship contro i New York Giants (23-20) | |                              |
| 2008                              | 2008                              | NFL                               | NFC                               | North                             | 3                                 | 6                                 | 10                                | 0                                 | non disputati | |                              |
| 2009                              | 2009                              | NFL                               | NFC                               | North                             | 2                                 | 11                                | 5                                 | 0                                 | S Wild Card Game contro gli Arizona Cardinals (51-45) | |                              |
| 2010                              | 2010                              | NFL                               | NFC                               | North                             | 2                                 | 10                                | 6                                 | 0                                 | V Wild Card Game contro i Philadelphia Eagles (21-16) V Divisional play-off contro gli Atlanta Falcons (48-21) V NFC Championship contro i Chicago Bears (21-14) V Super Bowl XLV contro i Pittsburgh Steelers (31-25) | |                              |
| 2011                              | 2011                              | NFL                               | NFC                               | North                             | 1                                 | 15                                | 1                                 | 0                                 | S Divisional play-off contro i New York Giants (37-20) | Aaron Rodgers premiato come MVP della NFL.                                                                           |                              |
| 2012                              | 2012                              | NFL                               | NFC                               | North                             | 1                                 | 11                                | 5                                 | 0                                 | V Wild Card Game contro i Minnesota Vikings (24-10) S Divisional play-off contro i San Francisco 49ers (31-45) | |                              |
| 2013                              | 2013                              | NFL                               | NFC                               | North                             | 1                                 | 8                                 | 7                                 | 1                                 | S Wild Card Game contro i San Francisco 49rs (23-20) | Eddie Lacy premiato come rookie offensivo dell'anno.                                                                 |                              |
| 2014                              | 2014                              | NFL                               | NFC                               | North                             | 1                                 | 12                                | 4                                 |                                   | V Divisional play-off contro i Dallas Cowboys (26-21) S NFC Championship contro i Seattle Seahawks (28-22) | Aaron Rodgers premiato come MVP della NFL.                                                                           |                              |
| 2015                              | 2015                              | NFL                               | NFC                               | North                             | 2                                 | 10                                | 6                                 |                                   | V Wild Card Game contro i Washington Redskins (35-18) S Divisional play-off contro gli Arizona Cardinals (26-20) | |                              |
| 2016                              | 2016                              | NFL                               | NFC                               | North                             | 1                                 | 10                                | 6                                 | 0                                 | V Wild Card Game contro i New York Giants (38-13) V Divisional play-off contro i Dallas Cowboys (34-31) S NFC Championship contro gli Atlanta Falcons (44-21)                                                          | Jordy Nelson premiato come Comeback Player of the Year.                                                              |                              |
| Totale                            | Totale                            | Totale                            | Totale                            | Totale                            | Totale                            | 730                               | 554                               | 37                                | Record di stagione regolare | Record di stagione regolare                                                                                          | Record di stagione regolare  |
| Totale                            | Totale                            | Totale                            | Totale                            | Totale                            | Totale                            | 32                                | 21                                |                                   | Record dei play-off | Record dei play-off                                                                                                  | Record dei play-off          |
| Totale                            | Totale                            | Totale                            | Totale                            | Totale                            | Totale                            | 762                               | 575                               | 37                                | Stagione regolare e play-off | Stagione regolare e play-off                                                                                         | Stagione regolare e play-off |

Legenda
- Vittoria nel Super Bowl (dal 1966)
- Vittoria nella lega (1920-1969)
- Vittoria nella Conference

- Vittoria nella Division
- Qualificazione al Wild Card Game (dal 1978)
- V = Vittorie

- S = Sconfitte
- P = Pareggi
- T = Posizione a pari merito